# Churchill Square
Churchill Square je kancelářský a bytový komplex na Praze 2 poblíž Hlavního nádraží. Stojí na místě bývalých opuštěných skladů Českých drah, mezi kolejištěm nádraží a ulicí Italská, v blízkosti budov Vysoké školy ekonomické. Investorem je společnost Penta Investments, stavbu realizovala ve spolupráci s firmou Sudop. Výstavba začala v říjnu 2017, dokončena byla v roce 2020. Celková investice byla plánována na přibližně 1,5 miliardy korun. V závěru roku 2020 kancelářskou část komplexu koupili společnosti Českomoravská Nemovitostní (ČMN) a Corporate Finance House Group (CFH).
Komplex zahrnuje tři budovy:
- Churchill I - primárně administrativní (kanceláře firmy Deloitte), dokončeno 2019, návrh Jakub Cigler Architekti a Atelier Kunc[3][4]
- Churchill II - administrativní a komerční (obchodní pasáž Churchill, kanceláře firmy FORTUNA GAME), dokončeno 2020, návrh Jakub Cigler Architekti[5]
- Rezidence Churchill - obytná (luxusní byty), dokončeno 2020, návrh studio Aukett.[6]

## Galerie
- Vlevo budova rezidence Churchill, vpravo budova Churchill I
- Vlevo vzadu budova Churchill I, vpravo budova Churchill II
- Fotografie z komplex Churchill